# 16. bataljon za nadzor zračnega prostora Slovenske vojske
16. bataljon za nadzor zračnega prostora SV (kratica: 16. BNZP) je bataljon Slovenske vojske, ki zagotavlja in nadzira suverenost zračnega prostora Republike Slovenije. - Enota se je preimenovala v 16. CNKZP - 16. center za nadzor in kontrolo zračnega prostora.
Enota spada pod okrilje 15.polka vojaškega letalstva, s sedežem v vojašnici Jerneja Molana v Cerkljah ob Krki.

## Zgodovina
2. junija 1992 je bil ustanovljen bataljon.

## Poveljstvo
Poveljnik
- podpolkovnik Jani Topolovec (2006 - )
- podpolkovnik Stojan Todorovski (2002 - 2006)
- major Samo Godec (1991 - 2002)

## Organizacija
- Poveljstvo
- Radarska postaja 1. (RP-1)
- Radarska postaja 2. (RP-2)
- Radarska četa kratkega dosega RČKD
- Center za nadzor in kontrolo zračnega prostora (CNKZP)
- Poveljniško logistična četa PLČ

## Lokacije
- Poveljstvo, Brnik
- radarska postaja 1, Ljubljanski vrh pri Vrhniki
- radarska postaja 2, Ledinekov kogel na Pohorju
- Radarska četa kratkega dosega, Soteški hrib
- Center za nadzor in kontrolo zračnega prostora, Brnik
- Poveljniško logistična četa, Brnik

## Oprema
- dva radarja dolgega dosega AN/TPS 70
- 5 radarjev EL/M 2106 NG
- 3 radarji EL/M 2106 HEE